# 弥栄峡
弥栄峡（やさかきょう）は広島県大竹市飯谷町などに所在する渓谷、景勝地。県の名勝である。山口県岩国市との県境にあり、岩国市に所在する場所もある。

## 概要
弥栄ダムの上流1.5キロメートルにわたる渓谷である。水遊びやキャンプのできる川真珠貝広場やオートキャンプ場が整備されている。駐車場もある。屏風岩や重ね岩などの奇岩が渓流に点在している。周辺にはアカマツやヤマツツジなどの木々が生えている。

## アクセス
自家用車で山陽自動車道大竹ICから約20分。
山陽本線大竹駅から坂上線代替バス約30分後飯谷停留所下車徒歩約10分